# Schwedische Luftstreitkräfte
Die schwedische Luftwaffe (schwedisch Flygvapnet) ist eine Teilstreitkraft der Streitkräfte Schwedens.

## Geschichte

### Vorgeschichte
1911 erhielt die schwedische Marine ein im Land modifiziertes Flugzeug des Typs Blériot XI von einem Industriellen geschenkt, die so genannte Nyrop-Blériot nr 3. Der erste militärische Flug in Schweden fand am 3. Februar 1912 statt, als Leutnant Olle Dahlbeck mit einer Blériot XI-2bis den Stockholmer Schärengarten umflog. Ebenfalls 1912 erhielt das Heer seine beiden ersten Flugzeuge, eine Nieuport IV.G und eine Bréguet C.U 1.
Von da an entwickelten beide Teilstreitkräfte unabhängig voneinander fliegende Komponenten. Insgesamt erwarb im Zeitraum von 1911 bis 1917 das Heer 42 Flugzeuge und die Marine 22. Diese Flugzeuge waren ausschließlich für die Aufklärung vorgesehen. 1912 entstand in Axvalla der erste schwedische Militärflugplatz mit Fliegerschule.
Angesichts der rasanten Entwicklung der Technik wurden die einzelnen Modelle schnell durch neue ersetzt. 1914, beim Ausbruch des Ersten Weltkriegs, verfügte Schweden daher nur über acht einsatzbereits Flugzeuge und rund 20 militärische Piloten, die diese bedienen konnten. Während des Krieges war das neutrale Schweden von Flugzeugimporten aus beiden Kriegskoalitionen und damit von allen weltweit bedeutenden Herstellern abgeschnitten. Auch aus diesem Grund wurde 1915 mit Thulinverken der erste eigene Flugzeugbauer gegründet.
Bereits während des Ersten Weltkrieges setzte sich die Idee einer Fliegertruppe als eigenständiger Teilstreitkraft mit verschiedenen, auch kämpfenden Einsatzszenarien durch. 1925 beschlossen Regierung und Parlament dieses Konzept verbindlich, insbesondere gegen den Widerstand der Marine.

### Anfangsjahre und Zweiter Weltkrieg
Die schwedische Luftwaffe wurde im Jahr 1926 als eigene Organisation innerhalb der schwedischen Streitkräfte geschaffen. Das Hauptquartier befand sich in Malmen. In den folgenden Jahren konzentrierte sich die neue Teilstreitkraft auf die Anschaffung von Bombern. 1936 war ein Zahlenverhältnis von vier Bombern zu einem Jäger erreicht. 1937 wurde nicht zuletzt auf Initiative des Militärs der Luftfahrt- und Rüstungskonzern Saab gegründet.
Beim Ausbruch des Zweiten Weltkriegs war die schwedische Luftwaffe für ein Land dieser Größe von sehr geringer Stärke. Schweden verfügte über rund 180 einsatzbereite aber meist veraltete Maschinen: rund 40 Junkers Ju 86, 30 Hawker Hart, 50 Gloster Gladiator, jeweils 25 Heinkel HE 5 und Fokker C.V sowie 15 Heinkel He 115 in der Torpedobomber-Ausführung. Zudem stellte sich schnell heraus, dass der Schwerpunkt auf Bomber nicht den aktuellen Anforderungen entsprach, in denen Bomber von gegnerischen Jägern bedroht waren und einer eigenen Jägereskorte bedurften. Moderne Aufklärungsflugzeuge waren überhaupt nicht vorhanden. Die schwedische Luftwaffe war zu diesem Zeitpunkt rund 6.700 Mann stark, darunter rund 1.000 Berufssoldaten, 4.700 Wehrpflichtige und 1.000 Zivilbeschäftigte. Ein Zusammenstoß mit der deutschen Luftwaffe erfolgte am 14. September 1939, als die schwedische Jägerflotte einige deutsche Aufklärungsflugzeuge zum Rückzug aus dem schwedischen Luftraum zwang.
1940 unterstützte Schweden Finnland im Winterkrieg gegen die Sowjetunion mit zwölf Gloster-Gladiator-Flugzeugen und Personal. 1941 stellte die Politik den Schwerpunkt der Beschaffung auf Jäger um und bemühte sich allgemein um die Aufrüstung der Luftwaffe. Im August 1943 verfügte sie über rund 390 Flugzeuge. Zum Kriegsende 1945 waren es rund 800. Zudem war Saab die Konstruktion erster Düsenflugzeuge gelungen, die qualitativ denen der Großmächte entsprachen.

### Kalter Krieg
Schweden lag während des Kalten Krieges zwischen zwei rivalisierenden Machtblöcken. Der westliche Nachbar Norwegen war seit 1949 Mitglied der NATO, im Nordosten trennte nur das ebenfalls neutrale Finnland Schweden von der UdSSR. Es entstand die Doktrin, dass Schweden sich jederzeit selbst gegen einen Gegner wehren können sollte. Der Abschuss zweier schwedischer Flugzeuge durch die sowjetische Luftwaffe über internationalen Gewässern im Juni 1952 wurde als Catalina-Affäre bekannt.

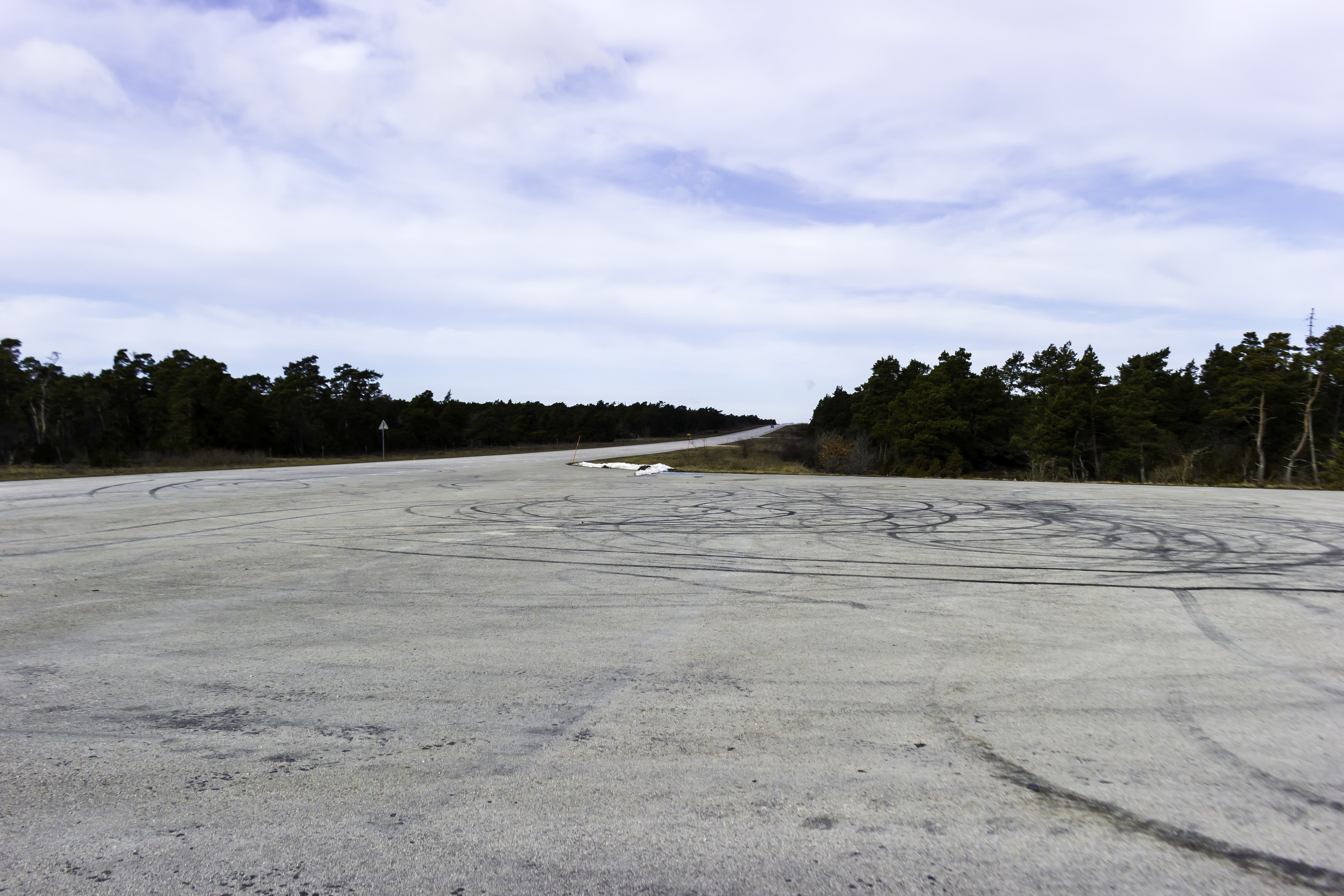
Aufrüstplatz an einer Landstraße nach BAS60

Die schwedische Rüstungspolitik setzte vor allem auf inländische Produkte, was bei Flugzeugen nahezu gleichbedeutend mit Saab-Modellen war. Zu Beginn des Kalten Krieges wurde der Schutz der eigenen Luftstreitkräfte bei einem sowjetischen Kernwaffenerstangriff mit dem Härten der Flugplätze begegnet. So ließ die Flygvapnet auf sechs Flugplätzen Flugzeugkavernen bauen. Nach einem Doktrinwechsel wurde vom Bau weiterer Flugzeugkavernen abgesehen und auf das BAS60-Konzept umgeschwenkt. Gemäß der Einsatzdoktrin waren STOL-Eigenschaften gefordert. Die Flugzeuge sollten gemäß dem Konzept Flygbassystem 60 auf Kriegflugplätzen mit Landstraßen als Pisten starten und landen, wenn ihre eigentlichen Basen nach Luftangriffen unbrauchbar gewesen wären. Rund um die Flugplätze wurden je sechs Überlandstraßen doppelt so breit wie üblich angelegt, um die Fahrbahnen für Starts und Landungen nutzen zu können. Angrenzend wurden Straßen in die Wälder gebaut, um gesonderte Stellplätze für die Wiederbewaffnung und Betankung zu schaffen. Die Verlegung von Basen zu den Ausweichspisten wurde von einem Fahrzeugkonvoi begleitet, welcher Munition, Treibstoff und Wartungsmaterial umfasste. Pro Kriegsflugplatz teilte sich eine Staffel von zwölf Flugzeugen in kleinere Rotten auf. Somit hätte der Feind statt der ihm bekannten 17 Flugplätze rund 90 Kriegspisten angreifen müssen. Im Verlauf der 1950er Jahre wurde erstmals das integrierte Luftverteidigungssystem Stril einsatzfähig, das in den folgenden Jahrzehnten immer wieder Modernisierungen erfuhr. Auch wurden eigene Raketen zum Einsatz von fliegenden Plattformen entwickelt, unter anderem die RB 04 zur Bekämpfung von Schiffen.
Bis Ende der 1950er Jahre war der Umbau des Arsenals mit Schwerpunkt auf Kampfflugzeugen gelungen. Schweden verfügte zu diesem Zeitpunkt über die viertgrößte Luftstreitmacht der Welt. Wesentlichen Anteil daran hatte das 1955 erstmals an die Truppe ausgelieferte Mehrzweckkampfflugzeug Saab 32.

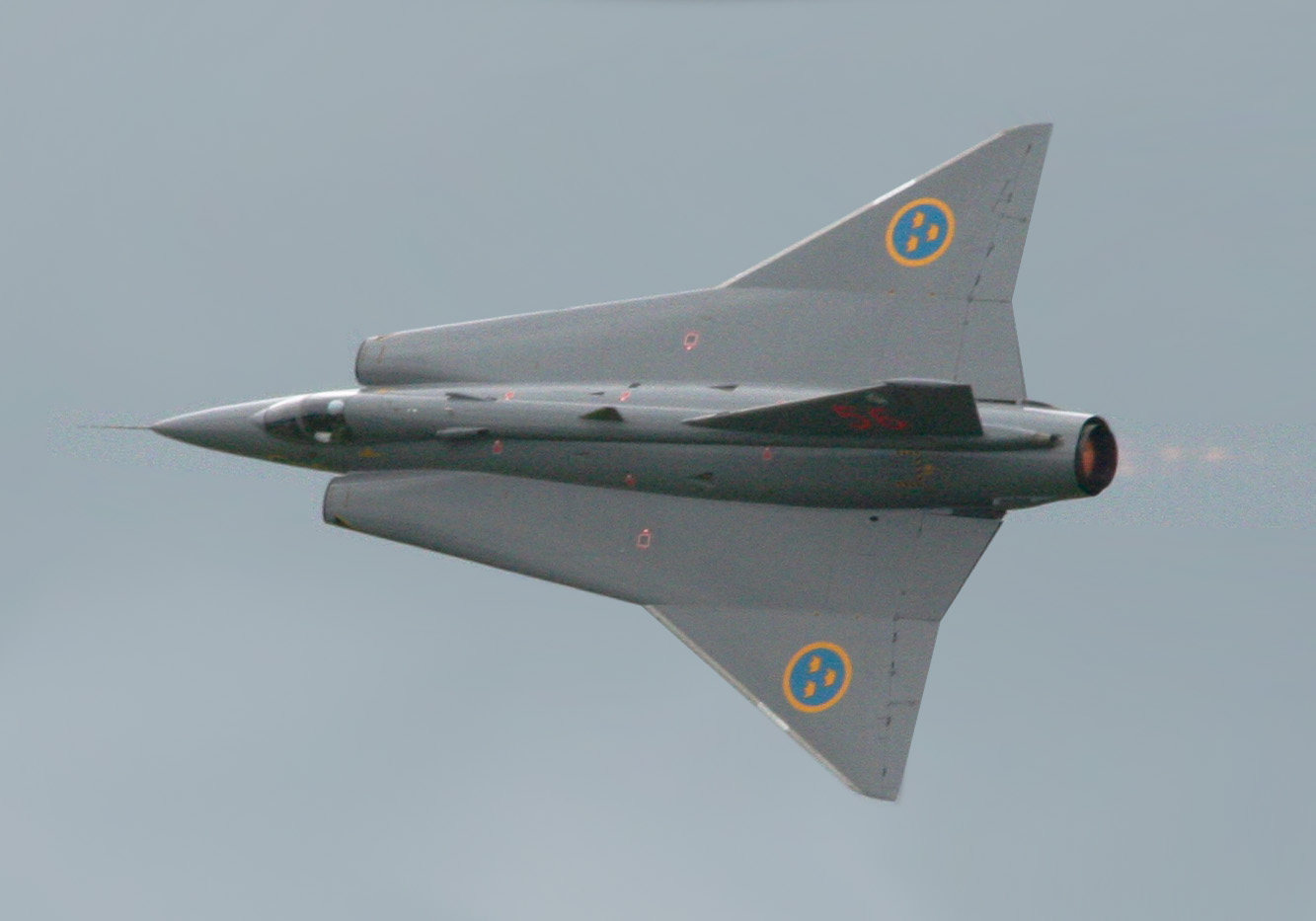
Saab 35 Draken der Flygvapnet

In den 1960er-Jahren besaß die schwedische Luftwaffe allein 1000 Kampfflugzeuge, um den Luftraum zu sichern und im Ernstfall Luftüberlegenheit erringen zu können. Dabei wurden u. a. 120 Hawker Hunter eingesetzt.
1963 bestätigte sich der schon länger bestehende Spionageverdacht gegen den Luftwaffenoffizier und Diplomat Stig Wennerström. Er hatte Details zum Stril-System und die vollständigen Baupläne des Kampfflugzeugs Saab 35 Draken an die Sowjetunion verraten. Dies führte unter anderem zu einem erheblichen Umbau des Stril-Netzwerks.
Ab 1960 wurde die Draken zunächst als reiner Jäger, dann in verschiedenen anderen Rollen in der schwedischen Luftwaffe eingeführt. In den 1960er, verstärkt in den 1970er Jahren, setzte sich in Schweden eine militärkritische Haltung durch. Dies führte zu einer Abrüstung, die auch den Flugzeugbestand betraf. Dennoch erfolgte mit der 1971 beginnenden Truppenzuführung des Mehrzweckkampfflugzeugs Saab 37 Viggen eine erneute Modernisierung.

#### Kongo-Krise
Am 30. Juni 1960 entließ Belgien die Kolonie Belgisch-Kongo (heute Demokratische Republik Kongo, auch Zaire oder Kongo-Kinshasa) in die Unabhängigkeit. Im September 1960 kam es zu einer Verfassungskrise und Anfang 1961 zur Aufspaltung des Landes in mehrere Teile. Die Vereinten Nationen beschlossen zu handeln und Blauhelm-Soldaten in den Kongo zu entsenden (Operation „UNOC“).
Die schwedische Luftwaffe unterstützte diese Mission von Oktober 1961 bis April 1963 mit elf Saab 29 Tunnan und einem F 22 genannten Verband. Die schwedische Führung entschied, nur vier Saab 29 wieder nach Schweden zurückzuführen; für die Landesverteidigung waren die Flugzeuge bereits veraltet und wurden nicht mehr gebraucht. Die Mehrzahl verblieb im Kongo beziehungsweise wurde beim Abzug der schwedischen Truppen gesprengt.

### Ende des Kalten Krieges und neues Jahrtausend
Mit dem Ende des Kalten Krieges 1991 und der Gründung der Partnerschaft für den Frieden (Partnership for Peace, PfP) 1994 fiel die äußere Bedrohung weg und damit auch die Rechtfertigung, eine derart große Armee (und Luftwaffe) aufrechtzuerhalten. Die schwedische Luftwaffe musste sich neu orientieren und strukturieren. So wurden Verbände aufgelöst, Fliegerhorste und andere Liegenschaften geschlossen. Das betraf unter anderem die Militärflugplätze Ljungbyhed, Karlsborg, Norrköping und Söderhamn.
Nach der Jahrtausendwende wurden noch einmal drei Flugplätze geschlossen, sodass sich das Gros der schwedischen Militärflugplätze seitdem im Süden des Landes befindet. Die schwedische Luftwaffe betreibt nunmehr (Stand 2013) 300 Flugzeuge, davon vier Einsatzstaffeln mit Saab 39 Gripen als Abfangjäger, zwei in Luleå und zwei in Ronneby. In Såtenäs befindet sich das Ausbildungsgeschwader für den Typ.
Von Juni 2003 bis Juni 2004 betrieb eine schwedische Flughafeneinheit den Flughafen Kindu in der Demokratischen Republik Kongo.
Zur Vorbereitung auf internationale Einsätze und um den Erfahrungsschatz ihrer Piloten zu vergrößern, nimmt Schweden mittlerweile auch an Großübungen wie Red Flag teil, so etwa zu Beginn des Jahres 2013.

#### Einsatz in Afghanistan und Usbekistan im Rahmen von ISAF

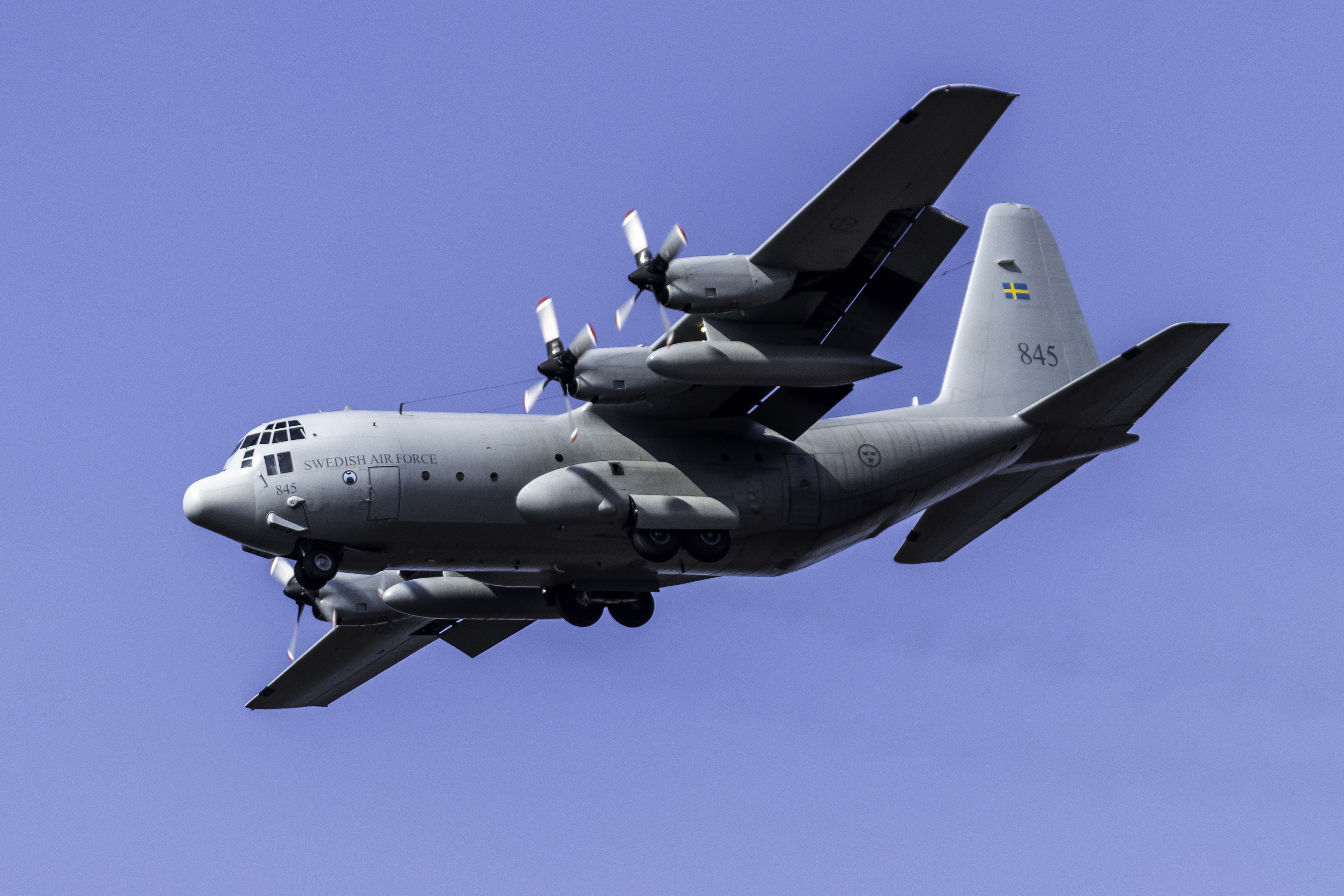
Lockheed C-130 Hercules der Flygvapnet

Seit 2002 beteiligen sich die schwedischen Streitkräfte am internationalen Militäreinsatz ISAF in Afghanistan. Zu diesem Zweck waren C-130-Transportflugzeuge erst in Termez in Usbekistan (2002–2004) und danach bis 2012 auf dem Flughafen Mazar-e-Scharif stationiert. Soldaten der schwedischen Luftwaffe unterstützten zudem 2004 das Camp in Mazar-e-Scharif, in dem sie als Flugbetriebsspezialisten eingesetzt wurden. Zudem waren von Anfang April 2013 bis Mitte Mai 2014 Blackhawk-Hubschrauber für Medevac-Einsätze dort stationiert.

#### Einsatz über Libyen
Die Flygvapnet unterstützte den internationalen Militäreinsatz in Libyen 2011 durch den Einsatz von acht Kampfflugzeugen des Typs Saab JAS 39 Gripen, einer S 102 Korpen (Gulfstream IV) zur Aufklärung elektronischer und Fernmeldesignale (SIGINT), einem Transportflugzeug C-130 Hercules und einem Kontingent von etwa 130 Soldaten. Die Gripen-Kampfflugzeuge standen den internationalen Kräften nur zu Aufklärungszwecken zur Verfügung, nicht aber für Bodenangriffe. Diese Einschränkung war Voraussetzung für die Zustimmung der Sozialdemokraten zum Antrag der Minderheitsregierung von Ministerpräsident Fredrik Reinfeldt im schwedischen Reichstag. Während des Einsatzes flogen schwedische Kampfflugzeuge etwa 580 Aufklärungsmissionen.

### Ausblick
Die schwedische Luftwaffe plant seit Anfang 2014 die Erneuerung ihrer Lufttransportkapazitäten. So sollen die C-130H aufgrund ihrer abnehmenden Verfügbarkeit durch ein neues Muster, z. B. die neuere Version C-130J, ersetzt werden, auch der Kauf einer oder mehrerer Embraer KC-390 wird erwogen. Die Flugzeuge mit der zusätzlichen Fähigkeit zur Betankung in der Luft sollen das Training der Gripen-Besatzungen sicherstellen, um diese weiterhin in Einsätzen wie über Libyen einsetzen zu können. Auch die Zusammenlegung des Pilotentrainings mit anderen Nationen wird überlegt.

## Organisation

### Kommandeure der schwedischen Luftwaffe
Die schwedische Luftwaffe wird von einem Befälhavare im Dienstgrad Generalmajor geführt. Von 1926 bis 1998 war die offizielle Bezeichnung Flygvapenchef, von 1998 bis 2003 Generalinspektör för flygvapnet, von 2003 bis 2013 Flygvapeninspektör und seit 2014 wieder Flygvapenchef.

### Liste der Kommandeure
| Flygvapenchef - Karl Amundson, 1926–1931 - Eric Virgin, 1931–1934 - Torsten Friis, 1934–1942 - Bengt Nordenskiöld, 1942–1954 - Axel Ljungdahl, 1954–1960 - Torsten Rapp, 1960–1961 - Lage Thunberg, 1961–1968 - Claes Henrik Nordenskiöld, 1968 - Stig Norén, 1968–1973 - Dick Stenberg, 1973–1982 - Sven-Olof Olson, 1982–1988 - Lars-Erik Englund, 1988–1994 - Kent Harrskog, 1994–1998 | Generalinspektörer för flygvapnet - Jan Jonsson, 1998–2000 - Mats Nilsson, 2000–2002 - Jan Andersson, 2002–2003 | Flygvapeninspektörer - Jan Andersson, 2003–2008 - Anders Silwer, 2008–2011 - Micael Bydén, 2012–2013 | Flygvapenchef - Micael Bydén, 2014–2015 - Mats Helgesson, 2015– |

### Dienstgradabzeichen
Die Dienstgradstruktur der schwedischen Streitkräfte wurde in den vergangenen Jahren (zuletzt 2009) an die NATO-Struktur angepasst, dabei wurde auch die einheitliche Bezeichnung nach STANAG 2116 (OF- für Offiziere, OR- für andere Dienstgrade) übernommen.
| Flyg- vapnet | Mannschaften | Mannschaften | Mannschaften | Mannschaften | Mannschaften | Unteroffiziere  | Unteroffiziere | Unteroffiziere | Unteroffiziere       | Offiziere | Offiziere | Offiziere | Offiziere | Offiziere         | Offiziere | Offiziere       | Offiziere      | Offiziere         | Offiziere | Offiziere |
| Flyg- vapnet | OR-1         | OR-2         | OR-3         | OR-4         | OR-5         | OR-6            | OR-7           | OR-8           | OR-9                 | OF-1      | OF-1      | OF-2      | OF-3      | OF-4              | OF-5      | OF-6            | OF-7           | OF-8              | OF-9      |           |
| Flyg- vapnet |              |              |              |              |              |                 |                |                |                      |           |           |           |           |                   |           |                 |                |                   |           |           |
| Flyg- vapnet | Menig        | Menig 1kl2   | Vicekorpral  | Korpral      | Sergeant     | Förste sergeant | Fanjunkare     | Förvaltare     | Flottilj- förvaltare | Fänrik    | Löjtnant  | Kapten    | Major     | Överste- löjtnant | Överste   | Brigad- general | General- major | General- löjtnant | General   |           |

### Ausbildung
Die Ausbildung der Piloten der schwedischen Luftwaffe findet für angehende Jetpiloten und Transportflugzeugführer an der Flygskolan in Linköping statt. Dort findet das elf Monate dauernde Training statt, bevor die Flugzeugführer einem entsprechenden Verband zugewiesen werden. Das Training wird dabei hauptsächlich auf der Sk 60 durchgeführt. Für die Gripen vorgesehene Piloten werden danach etwa ein Jahr lang beim Geschwader F7 in Satenäs auf die JAS 39 umgeschult und dann nach Luleå (F21) oder Blekinge (F17) versetzt.
Hubschrauberpiloten werden in Zusammenarbeit mit der Bundeswehr am Internationalen Hubschrauberausbildungszentrum in Bückeburg ausgebildet.

## Luftfahrzeuge
Die Waffensysteme der schwedischen Luftstreitkräfte tragen oftmals nicht die Namen des Herstellers, sondern eigene Bezeichnungen, die auf den Verwendungszweck hinweisen. Beispielsweise wird „Tp“ für Transportflugzeuge verwendet, „Hkp“ für Hubschrauber (Helikopter).(Stand: Ende 2021)

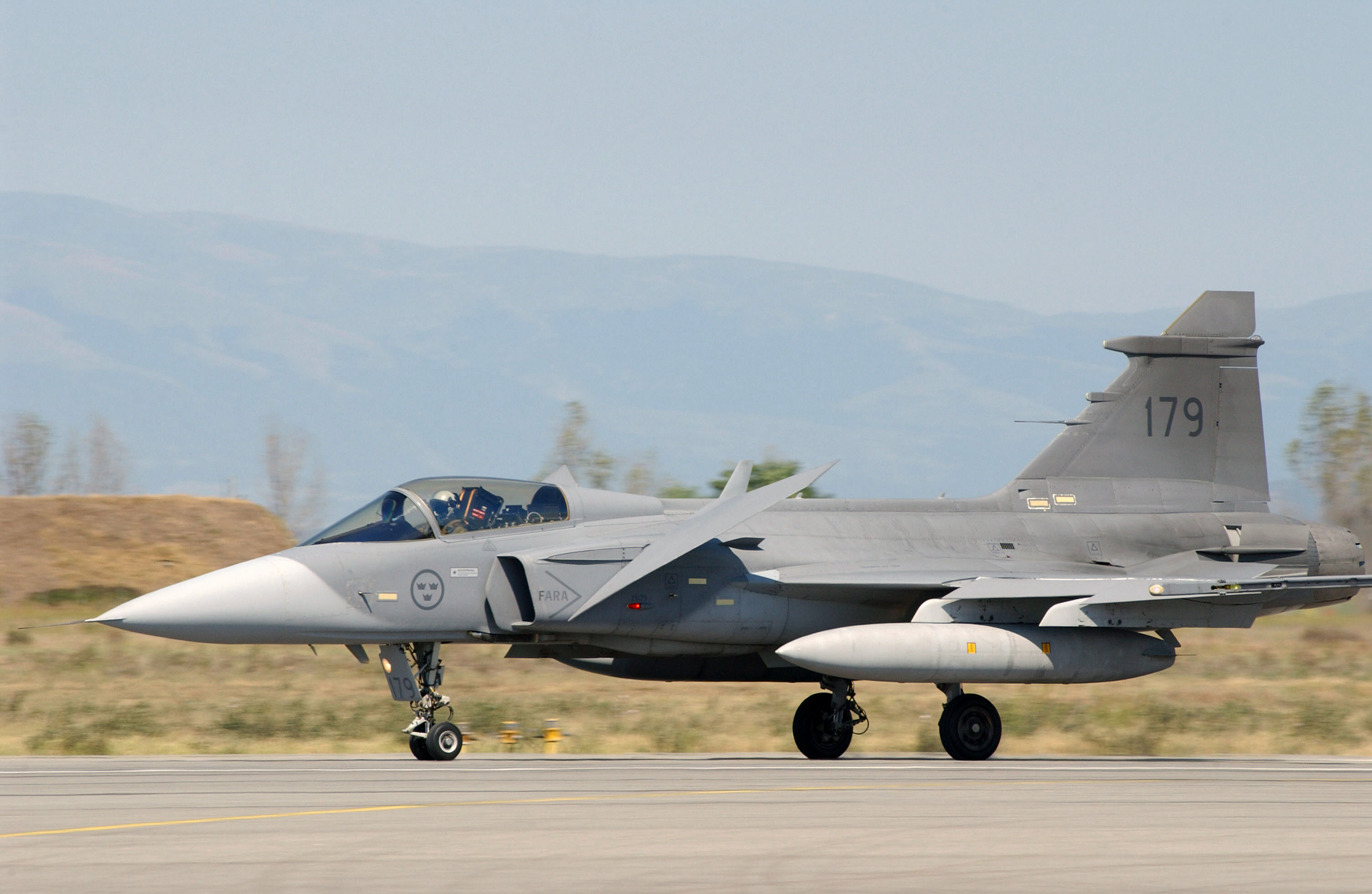
JAS 39 Gripen in Bulgarien

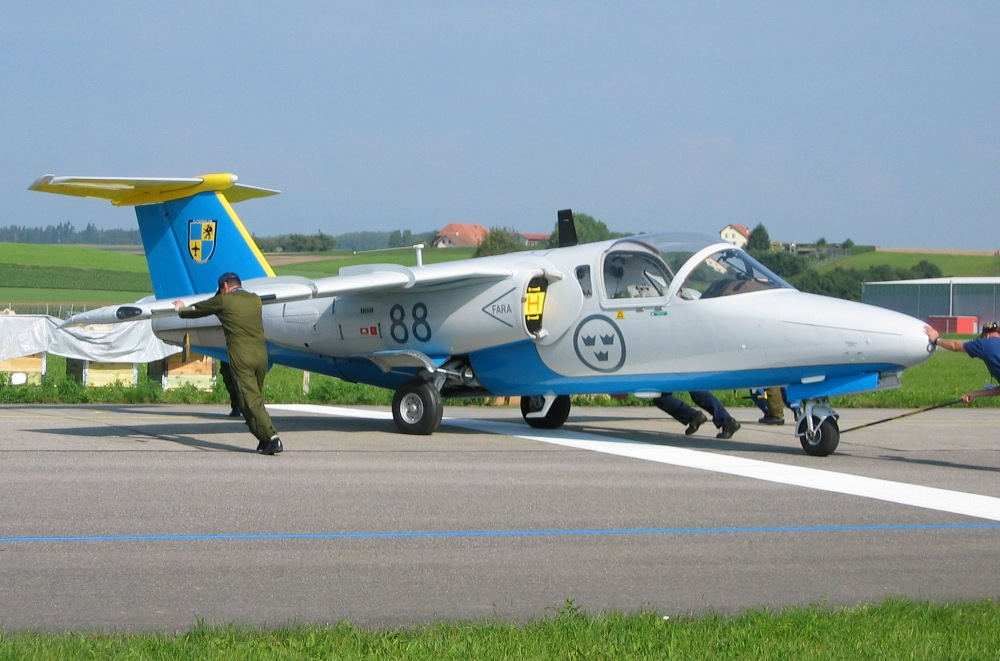
Saab SK 60 (Saab 105)

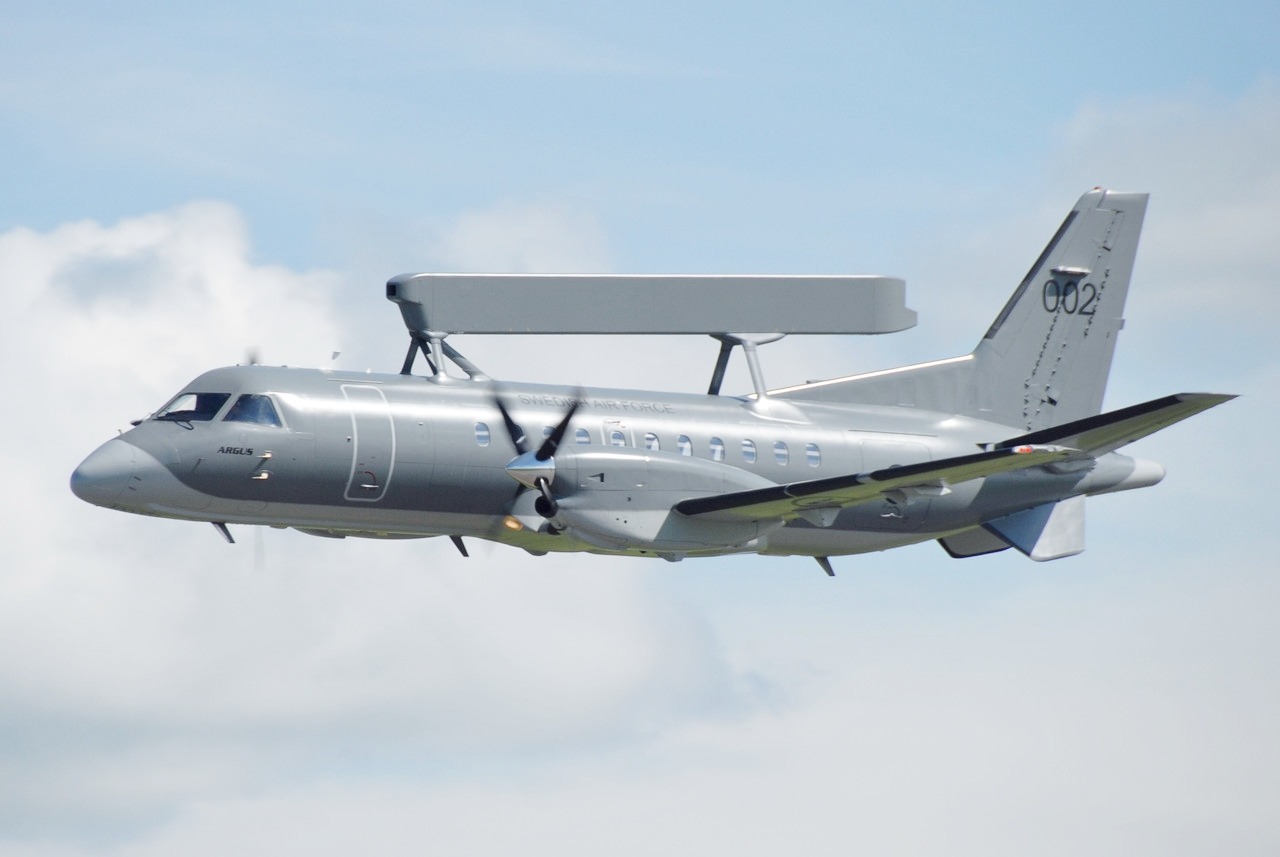
Saab 340AEW

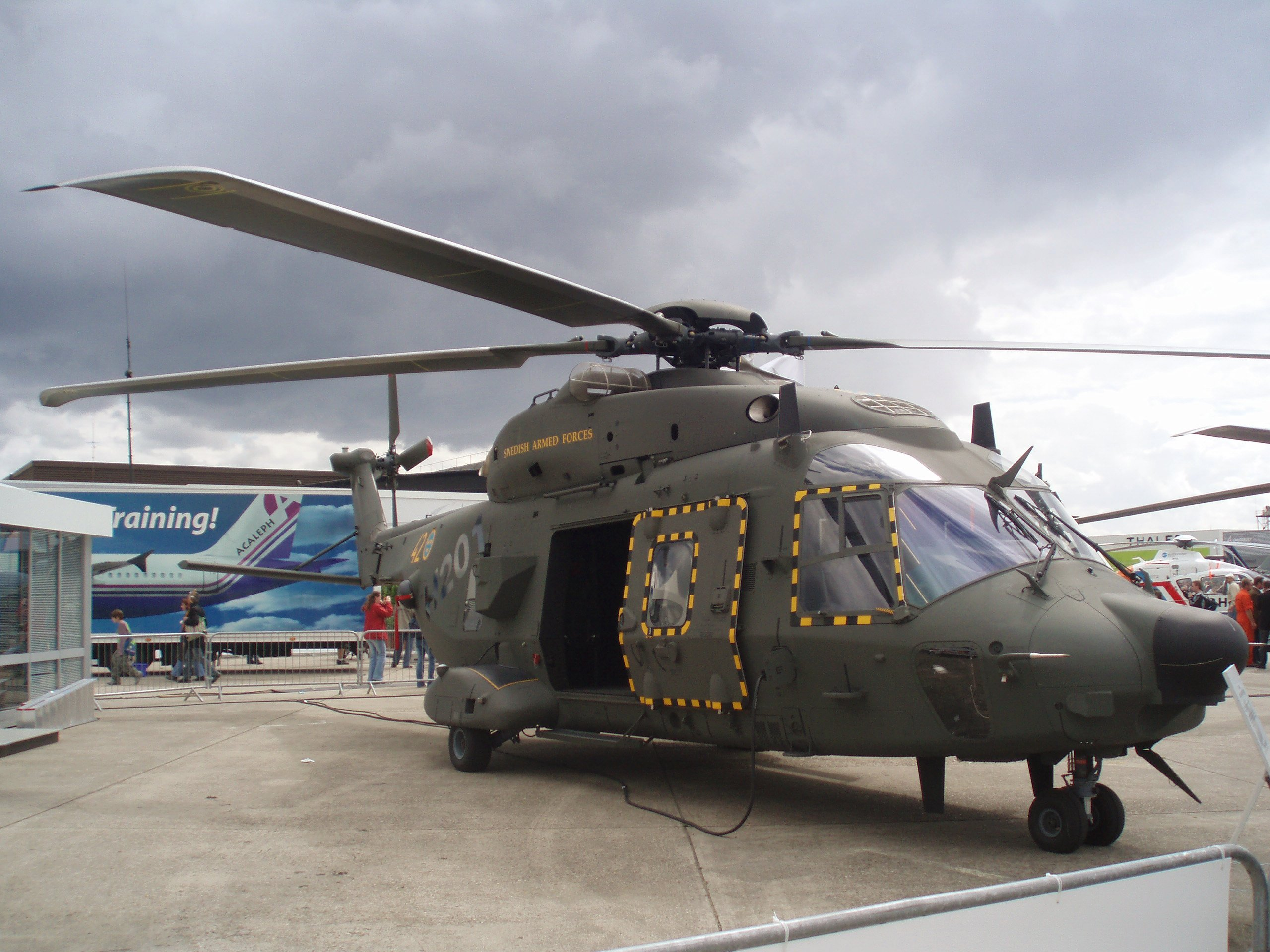
Hkp 14 (NH90)

| Typ                               | Eigenbezeichnung | Herkunft           | Funktion                   | Version          | Aktiv          | Bestellt       | Anmerkungen                                       |
| Kampfflugzeuge                    | Kampfflugzeuge   | Kampfflugzeuge     | Kampfflugzeuge             | Kampfflugzeuge   | Kampfflugzeuge | Kampfflugzeuge | Kampfflugzeuge                                    |
| --------------------------------- | ---------------- | ------------------ | -------------------------- | ---------------- | -------------- | -------------- | ------------------------------------------------- |
| Saab JAS 39 Gripen                |                  | Schweden           | Mehrzweckkampfflugzeug     | Gripen CGripen E | 710            | 060            | 10 weitere Maschinen der Version Gripen E geplant |
| Flugzeuge für Spezialmissionen    |                  |                    |                            |                  |                |                |                                                   |
| Bombardier-Global                 | S106             | Kanada             | AWACS                      | Global 6000      |                | 2              | Die beiden Flugzeuge kosten 683 Millionen Euro    |
| Saab 340AEW Erieye                | S-100B/D Argus   | Schweden           | AWACS                      |                  | 2              |                |                                                   |
| Gulfstream IV                     | S-102B           | Vereinigte Staaten | Elektronische Kampfführung |                  | 2              |                |                                                   |
| Lockheed KC-130                   | Tp-84            | Vereinigte Staaten | Tankflugzeug               | KC-130H          | 1              |                |                                                   |
| Transportflugzeuge                |                  |                    |                            |                  |                |                |                                                   |
| Lockheed C-130 Hercules           | Tp-84            | Vereinigte Staaten | Transportflugzeug          | C-130H           | 5              |                |                                                   |
| Saab 340                          | Tp-100C          | Schweden           | Transportflugzeug          |                  | 1              |                |                                                   |
| Gulfstream G550                   | Tp-102D          | Vereinigte Staaten | Geschäftsreiseflugzeug     |                  | 1              |                |                                                   |
| Schulflugzeuge                    |                  |                    |                            |                  |                |                |                                                   |
| Grob G 120TP                      |                  | Deutschland        | Schulflugzeug              |                  |                | 7              |                                                   |
| Saab JAS 39 Gripen                |                  | Schweden           | Strahltrainer              | Gripen D         | 23             |                |                                                   |
| Saab 105                          |                  | Schweden           | Strahltrainer              |                  | 46             |                |                                                   |
| North American T-39 Sabreliner 40 |                  | Vereinigte Staaten | Strahltrainer              | Sabreliner 40    | 2              |                |                                                   |
| Hubschrauber                      |                  |                    |                            |                  |                |                |                                                   |
| AgustaWestland AW109              | Hkp-15           | Italien            | Mehrzweckhubschrauber      |                  | 20             |                |                                                   |
| NH90                              | Hkp-14           | Europäische Union  | Transporthubschrauber      |                  | 18             |                |                                                   |
| Sikorsky UH-60 Black Hawk         | Hkp-16           | Vereinigte Staaten | Transporthubschrauber      | S-70UH-60M       | 15             |                |                                                   |
| Unbemannte Luftfahrzeuge          |                  |                    |                            |                  |                |                |                                                   |
| AAI RQ-7 Shadow                   | AUV 3 Örnen      | Vereinigte Staaten | Aufklärungsdrohne          |                  | 8              |                |                                                   |

### Saab 340
Die Saab 340 wird in der schwedischen Luftwaffe als S100D und S102B eingesetzt, stationiert auf dem Militärflugplatz Malmen bei Linköping bei den Staffeln 72 (S100D) und 73 (S102B). Dabei sind die S100D-Maschinen für die Luftraumüberwachung ausgerüstete Derivate der zivilen Saab-340-Baureihe mit einem Radar auf dem Rumpf ähnlich der deutlich größeren Boeing E-3 AWACS, die S102B-Flugzeuge hingegen dienen der Signals Intelligence, also Electronic Intelligence (ELINT), und fangen mit ihren Sensoren die Emissionen andere Flugzeuge und Radarstationen ab.

### Ehemalige Luftfahrzeuge

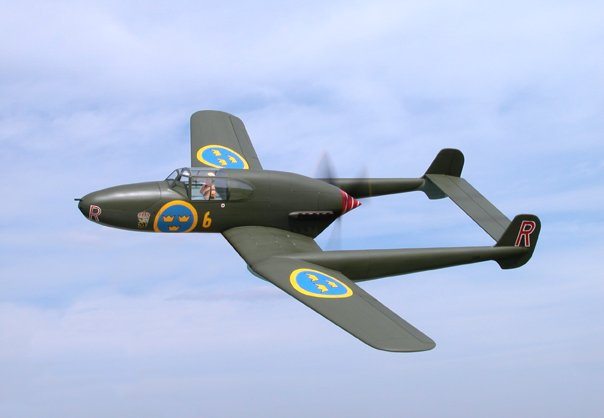
Saab 21 der Flygvapnet

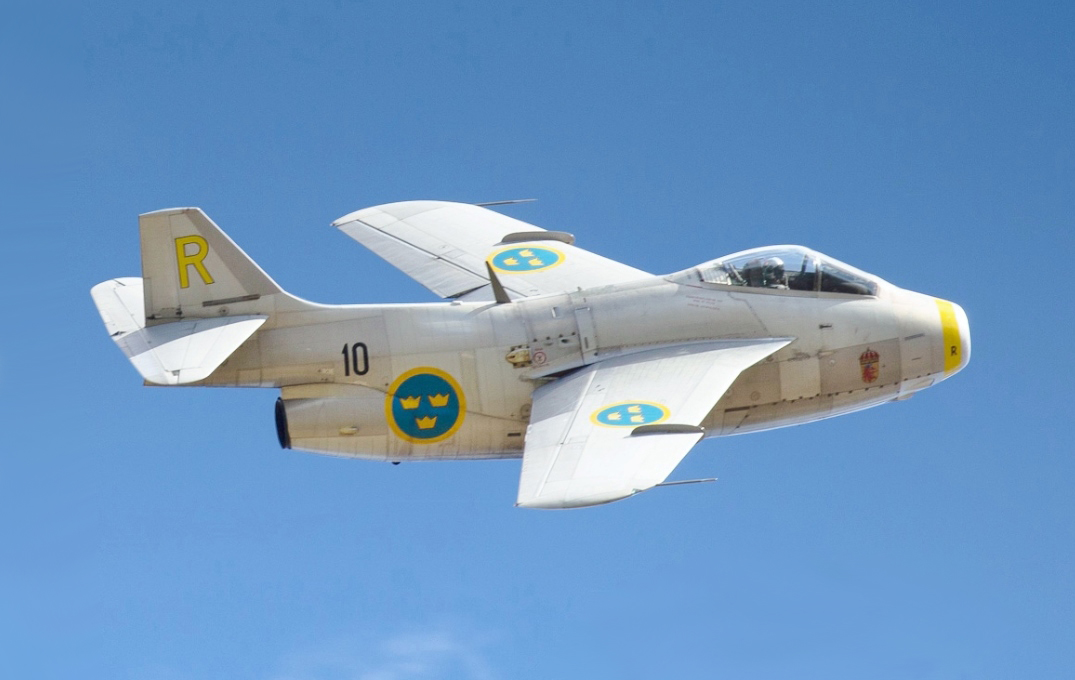
Saab 29 Tunnan der Flygvapnet

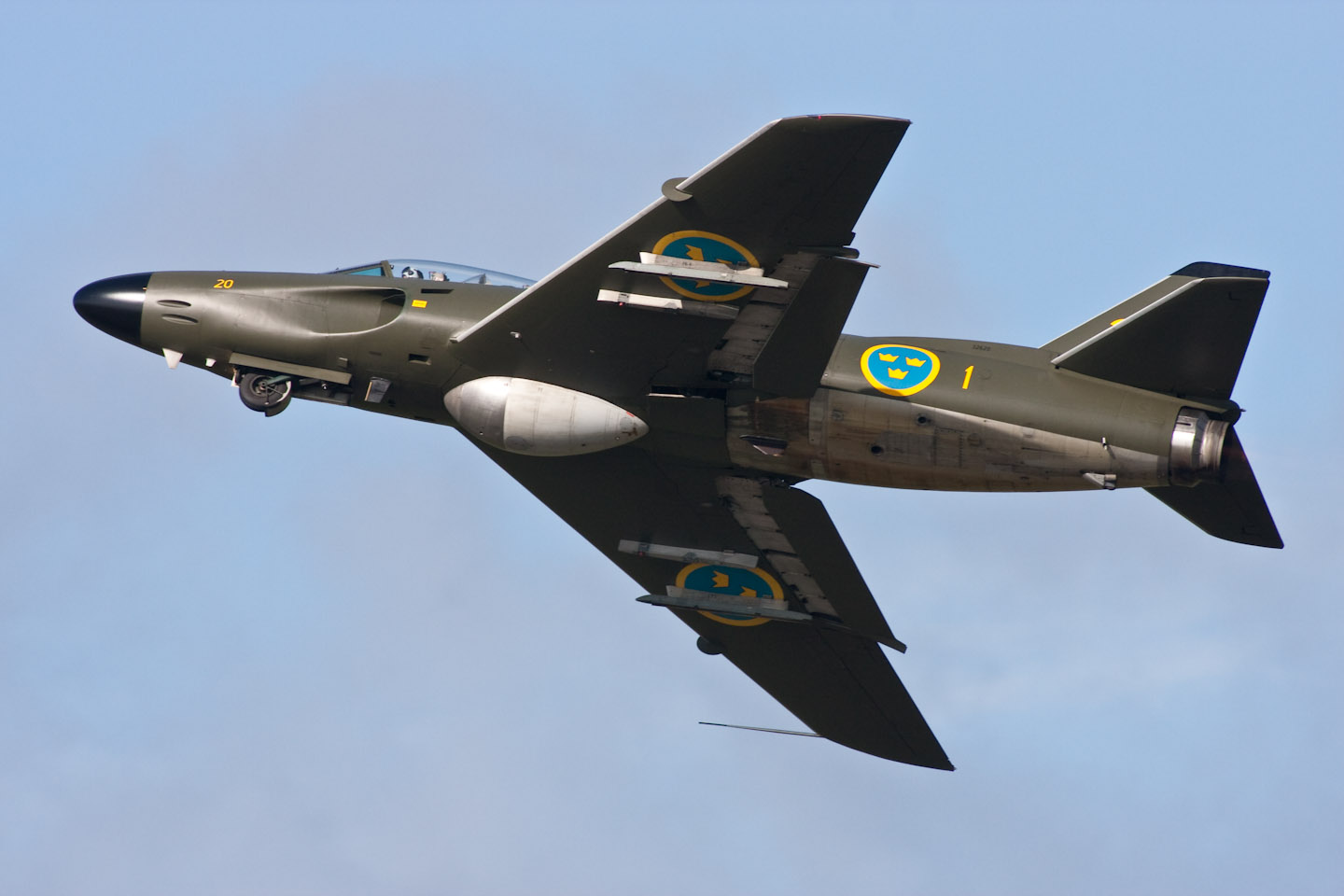
Saab 32 Lansen der Flygvapnet

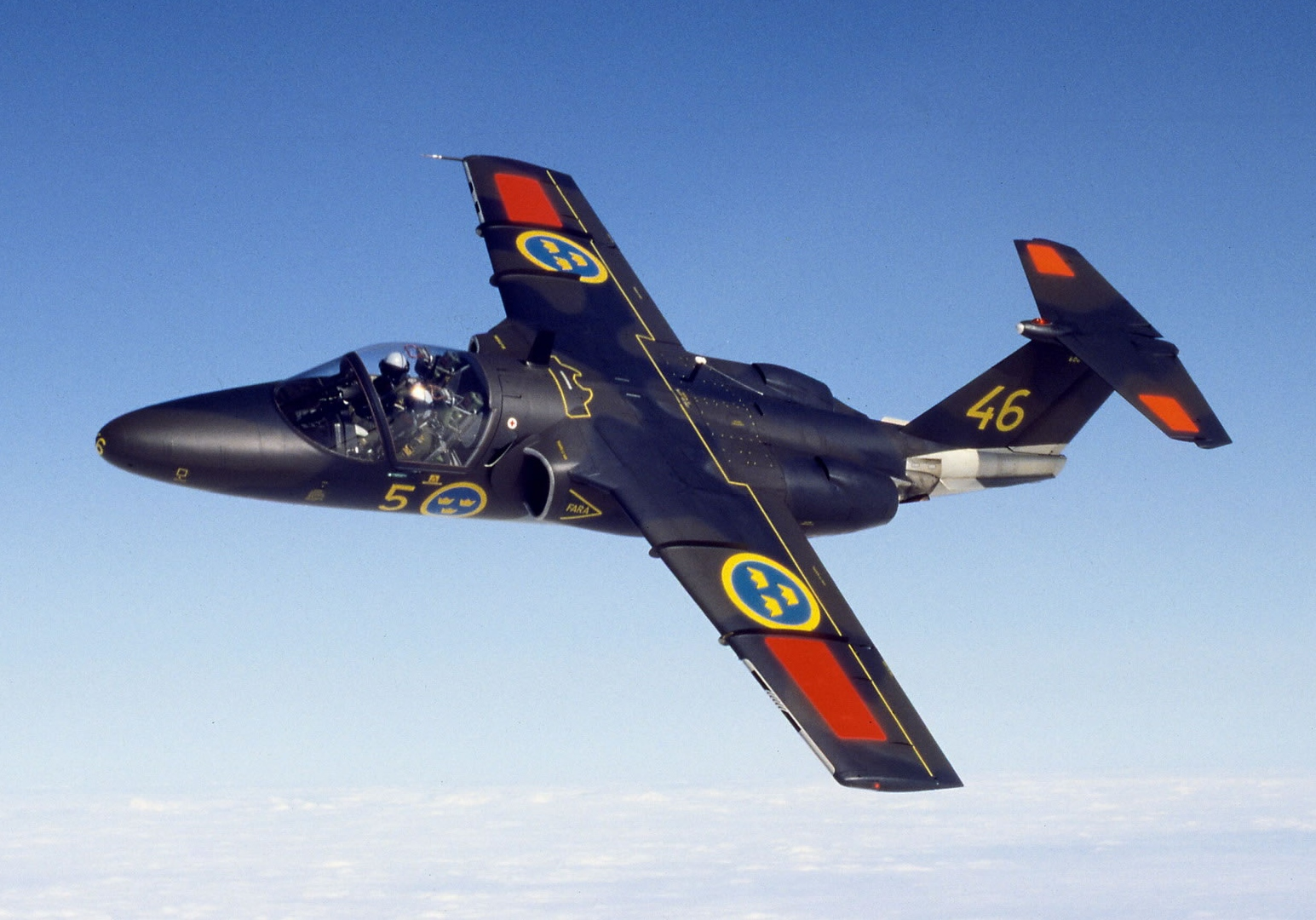
Saab 105 der Flygvapnet

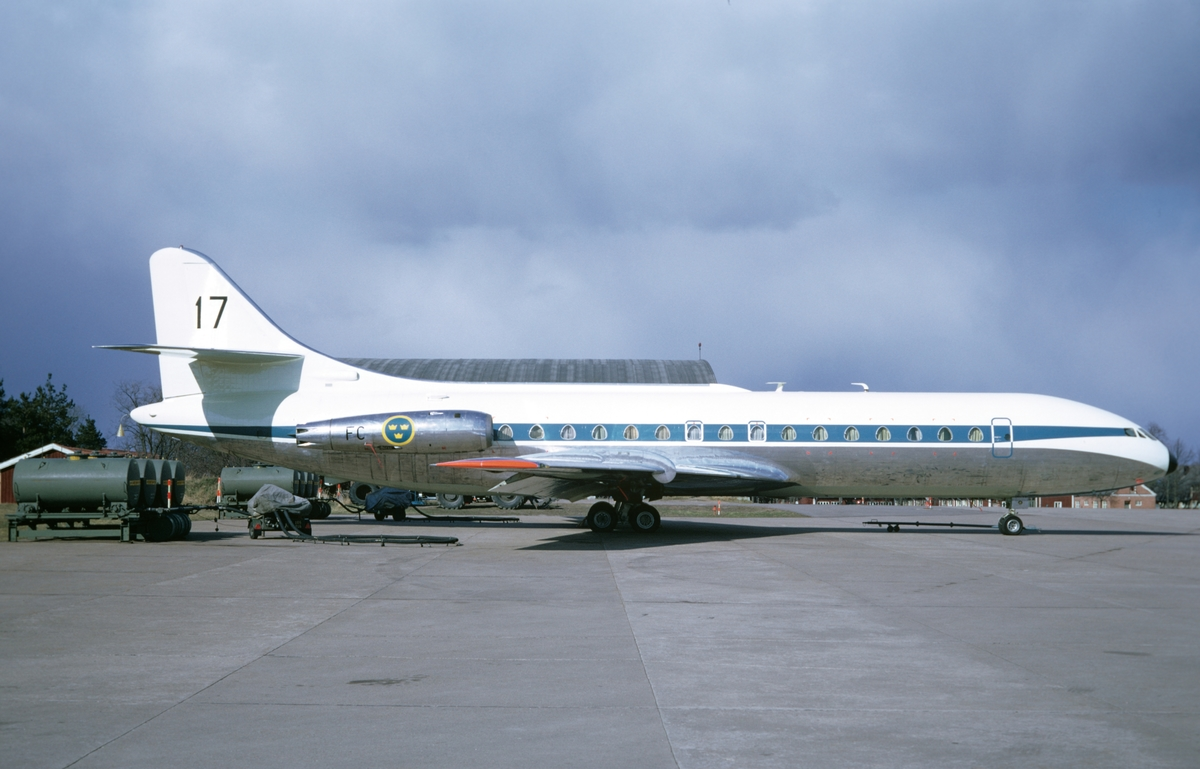
Sud Aviation Caravelle der Flygvapnet

Zuvor betrieben die schwedischen Luftstreitkräfte auch folgende Flugzeugtypen:
- AS 332 Super Puma
- Beechcraft Model 18
- Boeing Vertol Model 107
- Bücker Bü 181 Bestmann
- Caproni Ca.313
- CASA C-212 Aviocar
- Cessna 404
- Consolidated PBY Catalina
- De Havilland DH.82 Tiger Moth
- De Havilland DH.98 Mosquito
- De Havilland DH.100 Vampire
- De Havilland DH.104 Dove
- De Havilland DH.112 Venom
- Dornier Do 24
- Dornier Do 27 (Heeresfliegertruppe)
- English Electric Canberra
- Fairchild Merlin IV C
- FFVS J22
- Fieseler Fi 156 Storch
- Focke-Wulf Fw 44 Stieglitz
- Focke-Wulf Fw 58 Weihe
- Fokker C.V
- Hawker Hunter
- Heinkel HE 5
- Junkers Ju 52/3m
- Junkers Ju 86
- Klemm Kl 35
- Noorduyn Norseman
- North American NA-16
- North American P-51 Mustang
- North American T-6
- North American Sabreliner
- Northrop A-17
- Percival Pembroke
- Piper PA-31 Navajo
- Raab-Katzenstein RK 26
- Reggiane Re.2000
- Saab 17
- Saab 18
- Saab 21
- Saab 21R
- Saab 29 Tunnan
- Saab 32 Lansen
- Saab 35 Draken
- Saab 37 Viggen
- Saab 91 Safir
- Saab 105
- Saab 340
- Scottish Aviation Bulldog
- Seversky P-35
- Sud Aviation Caravelle
- Supermarine Spitfire
- Vickers Varsity

## Sonstige Ausrüstung

### Luftverteidigungssysteme
- StriC – Kommando- und Informationssystem
- Radarsystem 860
- Radarsystem 870

### Flugkörper
Luft-Luft-Raketen:
- AIM-9 L Sidewinder ()
- IRIS-T ()
- AIM-120 B AMRAAM ()
- MBDA Meteor ()

Luft-Boden-Raketen:
- AGM-65 Maverick ()

Seezielflugkörper:
- RBS15 ()

Bomben:
- GBU-12 Paveway II ()
- Small Diameter Bomb ()

## Flugplätze und Einheiten
Die schwedische Luftwaffe betreibt zurzeit (Stand Juli 2013) vier Fliegerhorste, drei davon im Süden des Landes. In Såtenäs ist das Geschwader F 7 stationiert, ein Schulverband, zudem befindet sich dort der Stützpunkt der C-130-Transportflugzeuge (bei der Transport-&Specialflygenhet, TSFE), der Flugplatz Blekinge bei Ronneby beherbergt den Verband F 17 mit zwei Staffeln (171. und 172.) und in der viertgrößten Stadt Schwedens, Uppsala, ist die Luftkampfschule (Luftstridsskolan, LSS) stationiert. Der einzige Verband im Norden des Landes ist das Geschwader F 21 in Luleå.
Während des Kalten Krieges besaß die Flygvapnet noch fünfzehn weitere Flugplätze.

### Aktuelle Verbände
| Verbände der Flygvapnet (2014) | Verbände der Flygvapnet (2014)         | Verbände der Flygvapnet (2014)     | Verbände der Flygvapnet (2014)                       | Verbände der Flygvapnet (2014) |
| Geschwaderebene                | Staffelebene                           | Stützpunkt                         | Kommentar                                            |                                |
| ------------------------------ | -------------------------------------- | ---------------------------------- | ---------------------------------------------------- | ------------------------------ |
| F 7 Såtenäs                    | 71. Transportflygdivisionen            | Såtenäs                            | Ausgerüstet mit Transportflygplan 84 (Tp 84)         |                                |
| F 7 Såtenäs                    | 72. Ledningsflygdivisionen             | Såtenäs/Malmslätt                  | Bodenstation zum Leiten von Kampfflugzeugen          |                                |
| F 7 Såtenäs                    | 73. Signalspaningsflygdivisionen       | Såtenäs/Malmslätt                  | Ausgerüstet mit Signalspaningsflygplan 102B (S 102B) |                                |
| F 7 Såtenäs                    | 73. Signal och transportflygdivisionen | Såtenäs/Stockholm                  | Ausgerüstet mit Transportflygplan 102 (Tp 102)       |                                |
| Luftstridsskolan               | 162. Stridsledningsbataljonen 04       | Uppsala                            |                                                      |                                |
| F 17 Kallinge                  | 171. Stridsflygdivisionen              | Ronneby                            | Ausgerüstet mit Saab 39 Gripen                       |                                |
| F 17 Kallinge                  | 172. Stridsflygdivisionen              | Ronneby                            | Ausgerüstet mit Saab 39 Gripen                       |                                |
| F 17 Kallinge                  | 172. Flygbasbataljonen 04              | Ronneby                            |                                                      |                                |
| F 21 Luleå                     | 211. Stridsflygdivisionen              | Luleå                              | Ausgerüstet mit Saab 39 Gripen                       |                                |
| F 21 Luleå                     | 212. Stridsflygdivisionen              | Luleå                              | Ausgerüstet mit Saab 39 Gripen                       |                                |
| F 21 Luleå                     | 212. Regionala transportflygdivisionen | Luleå/Såtenäs                      | Transportflygplan 100 (Tp 100)                       |                                |
| F 21 Luleå                     | 218. Flygbasbataljonen 04              | Luleå                              |                                                      |                                |
| Helikopterflottiljen           | Helikopterbataljonen                   | Malmslätt, Såtenäs, Luleå, Ronneby |                                                      |                                |

### Strategic Airlift Capability
Die schwedische Luftwaffe besitzt keine eigenen Flugzeuge für strategischen Lufttransport, stattdessen beteiligt sich das Land bei der Strategic Airlift Capability, einem Zusammenschluss von aktuell zwölf Nationen, die auf dem ungarischen Luftwaffenstützpunkt Papá drei Luftfahrzeuge des Typs Boeing C-17 betreiben.